# Trzeci rząd Antónia Costy
Trzeci rząd Antónia Costy (port. XXIII Governo Constitucional de Portugal – XXIII rząd konstytucyjny Portugalii) – rząd Portugalii funkcjonujący od 30 marca 2022 do 2 kwietnia 2024. Był to lewicowy większościowy gabinet tworzony przez Partię Socjalistyczną. Gabinet ten zastąpił drugi rząd tego samego premiera.

## Historia
W styczniu 2022, kilka miesięcy po odrzuceniu przez parlament projektu budżetu, odbyły się przedterminowe wybory. Partia Socjalistyczna uzyskała w nich bezwzględną większość w Zgromadzeniu Republiki. Powołanie nowego rządu zostało opóźnione koniecznością powtórzenia głosowania w jednym z okręgów dla diaspory. 30 marca 2022 prezydent dokonał zaprzysiężenia trzeciego rządu Antónia Costy.
António Costa 7 listopada 2023 podał się do dymisji z funkcji premiera, motywując to informacją o planowanym objęciu go postępowaniem karnym. Decyzja ta skutkowała rozpisaniem na marzec 2024 przedterminowych wyborów parlamentarnych. 2 kwietnia 2024 prezydent dokonał zaprzysiężenia nowego gabinetu, na czele którego stanął lider Partii Socjaldemokratycznej Luís Montenegro.

## Skład rządu
- Premier: António Costa (PS)[3]
- Minister ds. prezydium rządu: Mariana Vieira da Silva (PS)
- Minister spraw zagranicznych: João Cravinho (PS)
- Minister obrony narodowej: Helena Carreiras (bezp.)
- Minister administracji i spraw wewnętrznych: José Luís Carneiro (PS)
- Minister sprawiedliwości: Catarina Sarmento e Castro (bezp.)
- Minister finansów: Fernando Medina (PS)
- Minister delegowany ds. parlamentarnych: Ana Catarina Mendes (PS)
- Minister gospodarki i ds. morskich: António Costa Silva (bezp.)
- Minister kultury: Pedro Adão e Silva (bezp.)
- Minister nauki, technologii i szkolnictwa wyższego: Elvira Fortunato (bezp.)
- Minister edukacji: João Costa (PS)
- Minister pracy, solidarności i zabezpieczenia społecznego: Ana Mendes Godinho (PS)
- Minister zdrowia: Marta Temido (PS, w 2022), Manuel Pizarro (PS, od 2022)
- Minister środowiska i działań w dziedzinie klimatu: Duarte Cordeiro (PS)
- Minister infrastruktury i mieszkalnictwa: Pedro Nuno Santos (PS, do 2023)
- Minister infrastruktury: João Galamba (PS, w 2023)
- Minister mieszkalnictwa: Marina Gonçalves (PS, od 2023)
- Minister spójności terytorialnej: Ana Abrunhosa (bezp.)
- Minister rolnictwa i żywności: Maria do Céu Antunes (PS)